# Meilleurtaux
 (septembre 2023).
 (novembre 2023).
Meilleurtaux est une un courtier français en produits financiers. Créé sous forme de site Internet en 1999, des agences succursale puis des franchises sont en places depuis 2001.

## Le site
Initialement, Meilleurtaux met en ligne sur son site des outils tels que calculettes, baromètres de taux et différents outils de simulations en plus que de proposer un service de courtage et de comparaison en ligne.
Meilleurtaux.com conseille les particuliers à la recherche de services financiers, notamment pour les crédits immobiliers. Il met en relation avec les établissements bancaires susceptibles d'accorder une solution de financement (taux du crédit, assurance de prêt, etc.), suivant leur profil et leur projet.
Meilleurtaux.com s’est ensuite étendu aux autres crédits (crédit à la consommation notamment), à l’assurance, à la banque et à l’épargne à partir du site de l'entreprise, de l'application mobile, ainsi que via les plates-formes téléphoniques.

## Histoire
Le site web "Meilleurtaux" est créé en 1999. C'est alors un "pionnier" dans son secteur d'activité,.
Elle est ensuite introduite en 2005 sur le marché Alternext, puis aux Caisses d’Epargne en 2007[pas clair].
Entre 2007 et 2011, Meilleurtaux est en difficulté et perd petit à petit son souffle. Fin 2011, un plan radical de restructuration est initié afin de retrouver la croissance. Le modèle économique change, le réseau devient 100 % franchisé et l’équipe du siège est réduite.
En parallèle, l’entreprise accueille à son capital en 2013 le fonds Equistone et l’équipe de direction ; en 2017 Equistone est remplacé en tant qu’actionnaire majoritaire par un fonds géré par les équipes de Goldman Sachs. Durant cette période, Meilleurtaux.com a constitué un groupe autour de la holding Finizy.
En 2022, Meilleurtaux intermédie plus de 7,5 milliards d’euros de crédits immobiliers. L’entreprise compte alors plus de 300 agences franchisées (pour 100 agences en 2011 dont 63 ouvertures entre 2014 et 2015, soit le réseau français avec le plus fort développement). Meilleurtaux compte près de 2000 collaborateurs et franchisés (pour moins de 300 en 2011)[réf. souhaitée].
En septembre 2024, le courtier fait l'objet d'une cyberattaque pendant laquelle des données sensibles (données personnelles : revenu du ménage, situation professionnelle) sont volées par les hackers,.

## Acquisition et développements depuis 2014
Meilleurtaux et sa holding Finizy ont élargi le périmètre d’activité en 2014 et 2015 et le groupe a poursuivi ses acquisitions ciblées, avec plusieurs acquisitions :
- L’acquisition en septembre 2014 de Multi-Impact, gestionnaire d’assurance emprunteur et fournisseur d’un comparateur permettant à des banques et courtiers (dont Meilleurtaux) de proposer des contrats d’assurance emprunteur alternatifs[Quoi ?]
- début 2016,du courtier en ligne Prefeo[11] situé au Mans, spécialisé dans le regroupement de crédits, employant près de 70 personnes, et rebaptisé Meilleurtaux Solutions,

- le rachat fin 2016 du comparateur Pixeo basé à Lille[12], renommé depuis meilleureassurance.com, et acteur majeur de la comparaison en ligne d’assurance auto, habitation, santé, animaux etc.,
- L’acquisition en décembre 2017 de Assurea Distribution à Meyreuil[13], courtier grossiste leader du marché en assurance des emprunteurs[14][source insuffisante].

- En 2018 et 2019, acquisition de Moneyvox et Monfinancier.
- Fin mars 2021, Meilleurtaux acquiert Active Assurances, un assureur en ligne. Si le montant de l'opération n'a pas filtré, Active Assurances est valorisé à plus de 150 millions d'euros[15].
- En juillet 2021, Meilleurtaux fusionne Mes-Placements.fr et MeilleurPlacement pour lancer Meilleurtaux Placement afin de proposer à ses clients des assurances-vie, SCPI, PER et des produits de défiscalisation.  [16]
- Fin avril 2022, Meilleurtaux lance Meilleurtaux Santé, service permettant de comparer les meilleures mutuelles. Plus de 50 000 clients leur font déjà confiance[17][source secondaire nécessaire].
- En mars 2022, elle annonce l’acquisition en Belgique de Mid Finance. Cette acquisition constitue une première étape de leur développement à l’international[18].
- Fin juin 2022, elle annonce l’acquisition de Patrimea. Avec près de 430 millions d’euros d’encours sous gestion, cette opération porte à 3,7 milliards d’euros le montant des encours gérés par Meilleurtaux Placement. Cette opération vient renforcer leur position d'acteur indépendant de l’épargne digitale et des placements[19][source secondaire nécessaire].

## Controverses
Début mars 2021, un ancien cadre bancaire gérant d'une agence Meilleurtaux.com à Angers a été mis en examen pour des escroqueries estimées à 500.000 euros. Il a ainsi obtenu plus de 31 prêts à la consommation en utilisant les dossiers de ses clients pour se verser l'argent sur son compte bancaire.
En août 2023, l'UFC-Que Choisir rapporte "des frais de conseil réclamés par ses courtiers en crédit avant même l'obtention d'un prêt, sans en avoir suffisamment informé les clients". Meilleurtaux dément l’information mais lance un "audit interne pour s’assurer qu’aucune erreur n’a été commise".